# Salmo 131

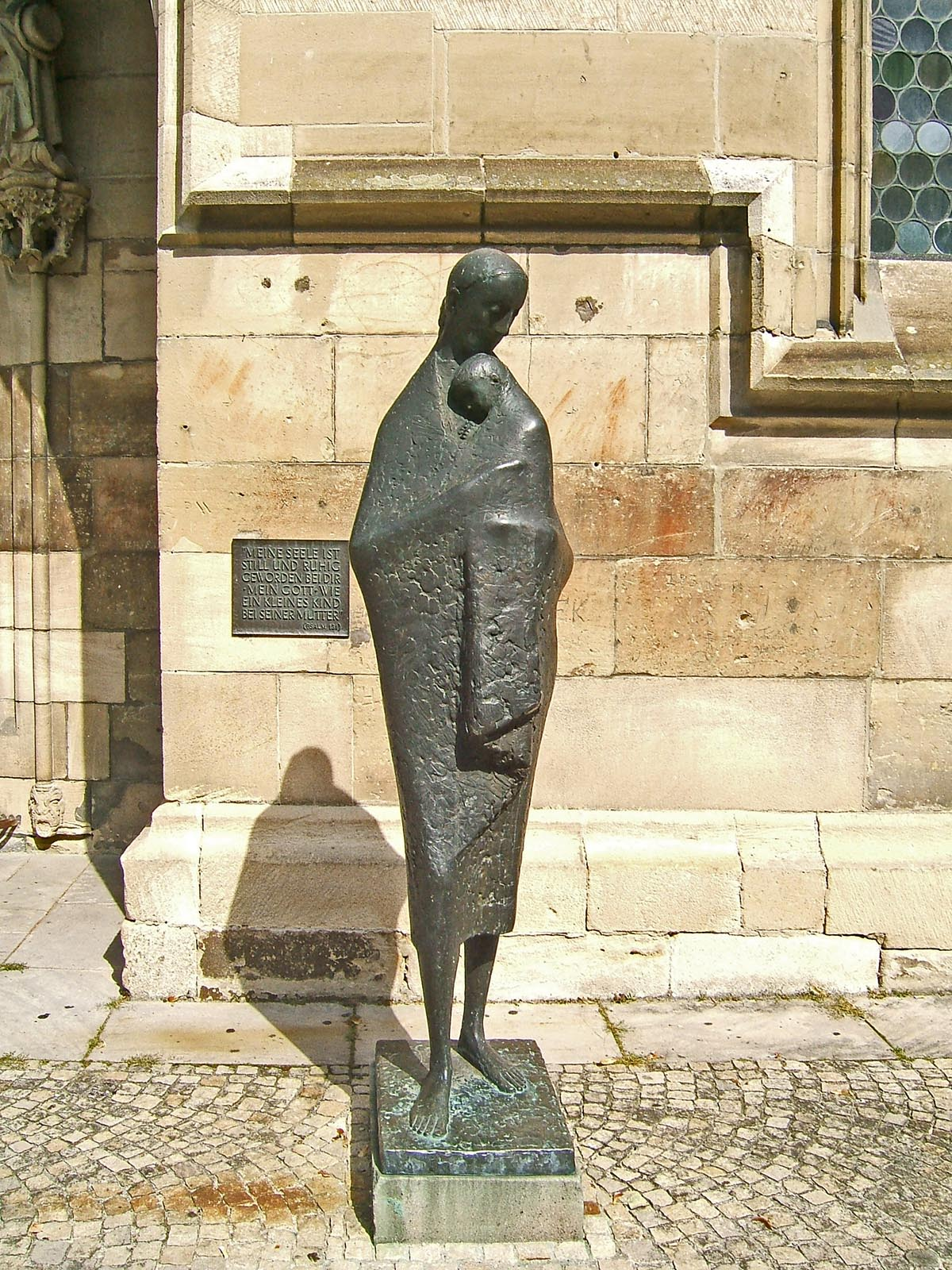
Escultura de Fritz Nuss, «Madre con niño», con placa que cita el versículo 2, en Schorndorf

El Salmo 131 es el salmo 131 del Libro de los Salmos, que comienza en inglés en la versión de King James: «Señor, mi corazón no es altivo». En latín, se conoce como «Domine non est exaltatum cor meum». En el sistema de numeración ligeramente diferente utilizado en la versión griega Septuaginta de la Biblia y en la latina Vulgata, este salmo es el «Salmo 130».
El salmo es uno de los quince Cánticos de Ascensión (Shir Hama'alot), y uno de los tres salmos que constan de solo tres versículos. Se atribuye a David y se clasifica entre los salmos de confianza.
El salmo forma parte habitual de las liturgias judía, católica, luterana, anglicana y otras protestantes. A menudo se ha puesto música, en particular por Heinrich Schütz y en el movimiento final de los Salmos de Chichester de Bernstein.

## Antecedentes
El Salmo 131 es uno de los capítulos más cortos del Libro de los Salmos, siendo uno de los tres salmos con solo tres versículos (los otros son los salmos 133 y 134). El salmo más corto es el Salmo 117, con dos versículos. El Salmo 131 está clasificado entre los salmos de confianza. 

## Texto
La siguiente tabla muestra el texto en hebreo del Salmo con vocales, junto con el texto en griego koiné de la Septuaginta y la traducción al español de la Biblia del Rey Jacobo. Tenga en cuenta que el significado puede diferir ligeramente entre estas versiones, ya que la Septuaginta y el texto masorético provienen de tradiciones textuales diferentes. En la Septuaginta, este salmo está numerado como Salmo 130.
| # | Hebreo                                                                           | Español | Griego |
| - | -------------------------------------------------------------------------------- | --- | --- |
| 1 | שִׁ֥יר הַֽמַּעֲל֗וֹת לְדָ֫וִ֥ד יְהֹוָ֤ה ׀ לֹא־גָבַ֣הּ לִ֭בִּי וְלֹא־רָמ֣וּ עֵינַ֑י וְלֹֽא־הִלַּ֓כְתִּי ׀ בִּגְדֹל֖וֹת וּבְנִפְלָא֣וֹת מִמֶּֽנִּי׃ | (A Cánticos de Ascensión of David.) Señor, mi corazón no es altivo, ni mis ojos son altaneros; ni me ocupo en cosas grandes, ni en cosas demasiado elevadas para mí. | ᾿ῼδὴ τῶν ἀναβαθμῶν. - ΚΥΡΙΕ, οὐχ ὑψώθη ἡ καρδία μου, οὐδὲ ἐμετεωρίσθησαν οἱ ὀφθαλμοί μου, οὐδὲ ἐπορεύθην ἐν μεγάλοις, οὐδὲ ἐν θαυμασίοις ὑπὲρ ἐμέ. |
| 2 | אִם־לֹ֤א שִׁוִּ֨יתִי ׀ וְדוֹמַ֗מְתִּי נַ֫פְשִׁ֥י כְּ֭גָמֻל עֲלֵ֣י אִמּ֑וֹ כַּגָּמֻ֖ל עָלַ֣י נַפְשִֽׁי׃                           | Ciertamente me he comportado y he callado, como un niño destetado de su madre: mi alma es como un niño destetado.                                                    | εἰ μὴ ἐταπεινοφρόνουν, ἀλλὰ ὕψωσα τὴν ψυχήν μου ὡς τὸ ἀπογεγαλακτισμένον ἐπὶ τὴν μητέρα αὐτοῦ, ὡς ἀνταποδώσεις ἐπὶ τὴν ψυχήν μου.                  |
| 3 | יַחֵ֣ל יִ֭שְׂרָאֵל אֶל־יְהֹוָ֑ה מֵ֝עַתָּ֗ה וְעַד־עוֹלָֽם׃                                                 | Que Israel espere en el Señor desde ahora y para siempre. | ἐλπισάτω ᾿Ισραὴλ ἐπὶ τὸν Κύριον, ἀπὸ τοῦ νῦν καὶ ἕως τοῦ αἰῶνος.                                                                                   |

### Versión Reina-Valera
1. Señor, mi corazón no es altivo, ni mis ojos son arrogantes; ni me ocupo de cosas demasiado grandes ni demasiado altas para mí.
2. Ciertamente me he comportado y me he calmado como un niño destetado de su madre; mi alma está como un niño destetado.
3. Que Israel espere en el Señor desde ahora y para siempre.

## Comentarios

### De la Iglesia católica

#### A todo el salmo
Este salmo, tradicionalmente atribuido a David —posiblemente por su actitud de humildad y aceptación de la voluntad divina—, fue compuesto con toda probabilidad después del exilio. Se incluye entre los «cánticos de las subidas» y servía como expresión de justificación personal ante Dios para quien ya había llegado al Templo. Además, retoma la exhortación al pueblo presente en el salmo anterior. El salmista comienza declarando su humildad y su alejamiento de la soberbia (v. 1), luego describe su actitud confiada y sencilla comparándola con la de un niño (v. 2), y finalmente invita al pueblo a poner su esperanza en el Señor (v. 3). Esta actitud de confianza y humildad es precisamente la que Jesús propone como requisito para entrar en el Reino de los cielos: «Si no os convertís y os hacéis como niños, no entraréis en el Reino de los cielos».

#### Al versículo 2
La forma de expresarse del salmista implica que ha alcanzado un estado de madurez espiritual caracterizado por la confianza serena y la ausencia de ambiciones desordenadas. Al compararse con un niño ya destetado, no alude a la ignorancia o inmadurez, sino a una dependencia consciente y confiada: así como el pequeño encuentra paz en el regazo de su madre, el orante descansa en la presencia de Dios, habiendo renunciado a la soberbia y al orgullo. Esta imagen transmite una actitud interior de humildad, recogimiento y abandono en la voluntad divina. La manera de expresarse del salmista implica que:

Dios no es, en modo alguno, a imagen del hombre. No es ni hombre ni mujer. Dios es espíritu puro, en el cual no hay lugar para la diferencia de sexos. Pero las “perfecciones” del hombre y de la mujer reflejan algo de la infinita perfección de Dios: las de una madre y las de un padre y esposo.

La ternura paternal de Dios puede ser expresada también mediante la imagen de la maternidad (cfr Is 66,13; Sal 131,2) que indica más expresivamente la inmanencia de Dios, la intimidad entre Dios y su criatura. El lenguaje de la fe se sirve así de la experiencia humana de los padres que son en cierta manera los primeros representantes de Dios para el hombre. Pero esta experiencia dice también que los padres humanos son falibles y que pueden desfigurar la imagen de la paternidad y de la maternidad. Conviene recordar, entonces, que Dios transciende la distinción humana de los sexos. No es hombre ni mujer, es Dios. Transciende también la paternidad y la maternidad humanas (cfr Sal 27,10), aunque sea su origen y medida (cfr Ef 3,14; Is 49,15): Nadie es padre como lo es Dios

#### Al versículo 3
Desde su propia vivencia de humildad y confianza, el salmista anima al pueblo a poner su esperanza en el Señor. Lo que expresa nace de una relación con Dios sencilla y profunda, como la de un niño pequeño que se siente seguro junto a su padre. Esta actitud refleja una forma de espiritualidad centrada en la entrega confiada y la renuncia al orgullo, camino que más tarde desarrollaron algunos místicos como vía de crecimiento interior: hacerse pequeño para dejar que Dios lo sea todo.

Los niños no piensan en el alcance de sus palabras. Sin embargo sus padres, cuando ocupan un trono y poseen inmensos tesoros, no dudan en satisfacer los deseos de esos pequeñajos a los que aman tanto como a sí mismos; por complacerles, hacen locuras y hasta se vuelven débile...

A veces nos sentimos inclinados a hacer pequeñas niñadas. —Son pequeñas obras de maravilla delante de Dios, y, mientras no se introduzca la rutina, serán desde luego esas obras fecundas, como fecundo es siempre el Amor.

## Temas
Charles Spurgeon señala que este salmo es de David, y sobre él, y expresa su humildad, su confianza y su compromiso de cumplir la voluntad de Dios. El Midrash empareja las frases del versículo 1 con acontecimientos específicos de la vida de David de los que sin duda podría haberse jactado, pero que no le impidieron mantener su humildad. Estos eventos fueron:
- «Mi corazón no fue altivo» - cuando Samuel me ungió como rey
- «ni mis ojos fueron arrogantes» - cuando maté a Goliat
- «ni presumí» - cuando recuperé mi reinado
- «ni acepté como mío lo que era demasiado alto para mí» – cuando saqué el Arca de Dios del cautiverio filisteo

Cuando se le preguntó qué significa confiar en Dios, el Gaón de Vilna citó el versículo 2 de este salmo. Explicó que, al igual que un bebé lactante saciado no se preocupa de si habrá más leche para él cuando vuelva a tener hambre, quien confía en Dios no se preocupa por el futuro.
La Biblia de Jerusalén señala un paralelismo con las palabras del profeta Isaías:
Tu salvación estaba en la conversión y la tranquilidad, tu fuerza en la confianza total;
y no querías saber nada de ello.

## Usos

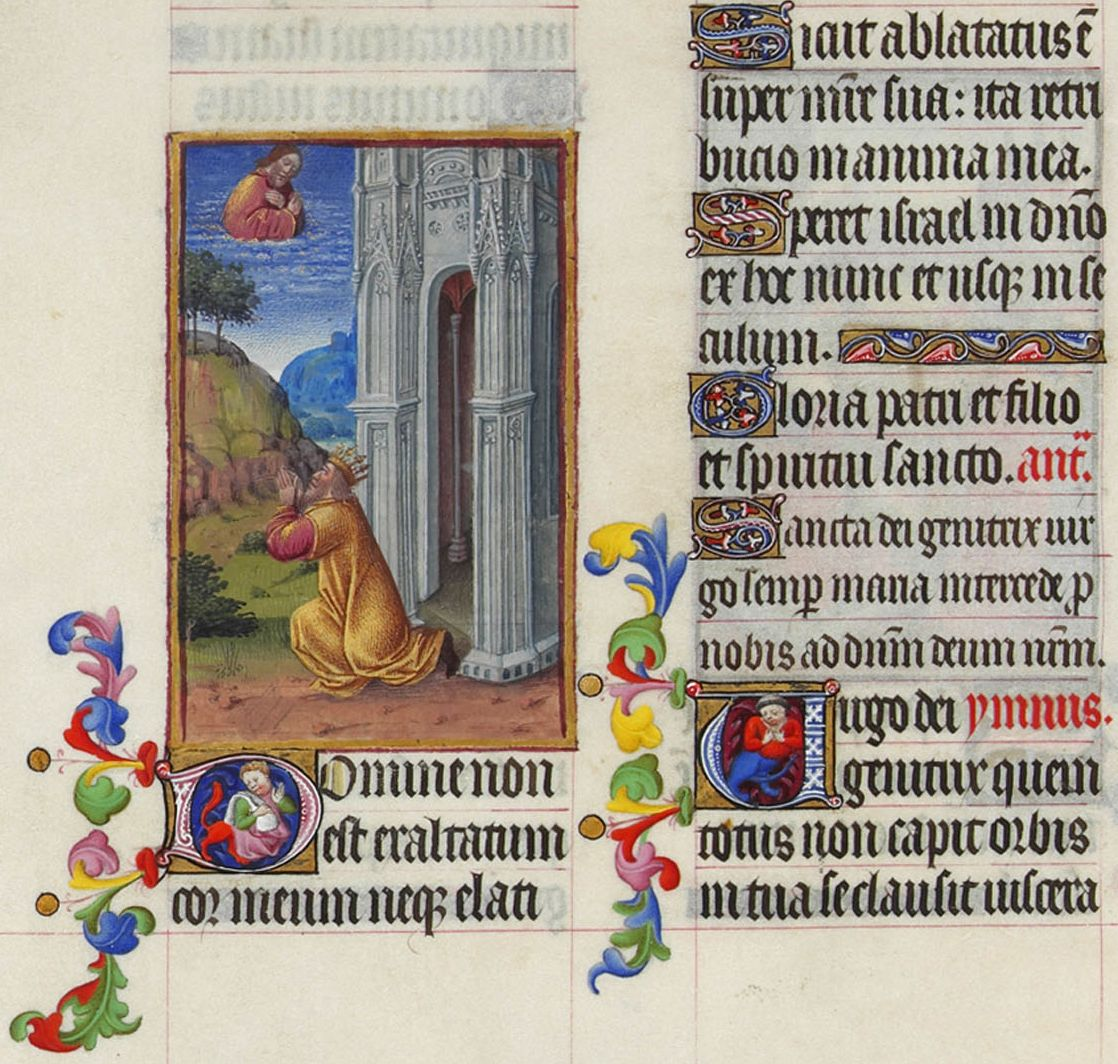
Salmo 131 en Les Très Riches Heures du duc de Berry, Folio 62v - Salmo CXXX (Vulgata) del Musée Condé, Chantilly.

### Judaísmo
El Salmo 131 es uno de los 15 Cánticos de los peregrinos recitados en algunas comunidades después de la Shabat oración de la tarde en el período entre Sucot y Shabat HaGadol (el Shabat anterior a Pésaj).

### Catolicismo
Desde la Edad Media, según la Regla de San Benito (530), se recitaba o cantaba tradicionalmente en el oficio de vísperas del martes entre el Salmo 130 y el Salmo 132. 
Actualmente, en la Liturgia de las Horas, el Salmo 131 se encuentra en el Oficio de Lecturas del sábado de la primera semana y en las vísperas del martes de la tercera semana del ciclo semanal de cuatro semanas de oraciones litúrgicas. Para facilitar la comprensión se le asigna a cada salmo un título en rojo (rúbrica) que no forma parte del salmo. El título del Salmo 131 es Abandono confiado en los brazos de Dios.
En la liturgia de la Misa, se recita en la semana 31 el domingo A8, y en la semana 31 los lunes en los años pares y los martes en los años impares.

### Iglesia Ortodoxa Copta
En el Agpeya, el Libro de Horas, de la Iglesia Copta, este salmo se reza en el oficio de Completas y la tercera vigilia del oficio de medianoche. También está en la oración del Velo, que generalmente solo rezan los monjes.

### Significado de la tranquilidad en el Salmo 131
El salmista ilustra aún más la tranquilidad en el versículo 2: «Ciertamente he compuesto y aquietado mi alma; como un niño destetado descansa contra su madre, mi alma está como un niño destetado dentro de mí». El proceso de destete, aunque inicialmente confuso para un niño, conduce en última instancia a una forma más profunda de nutrición y madurez. Del mismo modo, el viaje del creyente desde la «leche» de la fe inicial hasta el «alimento sólido» de una comprensión más profunda es un camino de destete espiritual, marcado por una confianza serena en la provisión de Dios.
En este viaje, la tranquilidad de la confianza de un niño se mezcla con la disciplina del crecimiento espiritual, creando un caminar armonioso con Dios. Cada paso, aunque desafiante, nos acerca al destino final, un lugar que bien vale la pena cada esfuerzo.

## Ajustes musicales
Heinrich Schütz compuso una paráfrasis métrica del Salmo 131 en alemán, «Herr, mein Gemüt und Sinn du weißt», SWV 236, para el «Salterio de Becker», publicado por primera vez en 1628.
Michel-Richard de Lalande compuso su gran motete para este salmo (s.28) a finales del siglo XVII, antes de 1689, para los oficios de la capilla real del castillo de Versalles. En 1691, la obra fue revisada y mejorada. Heinrich Schütz puso el salmo en alemán para coro como parte de su versión del Salterio de Becker como SWV 236, «Herr, mein Gemüt und Sinn du weißt» (Señor, tú conoces mi mente y mi sentido).
El salmo en hebreo es el texto del movimiento final de los Salmos de Chichester de Leonard Bernstein, una obra extensa para coro y orquesta, con el versículo 1 del Salmo 133 añadido. 
El compositor inglés David Bednall compuso un himno coral titulado «Oh Señor, no soy altivo» utilizando el Salmo 131 que fue cantado por el coro de The Queen's College, Oxford en su grabación de 2018, «The House of the Mind».